# The Sons of Hercules

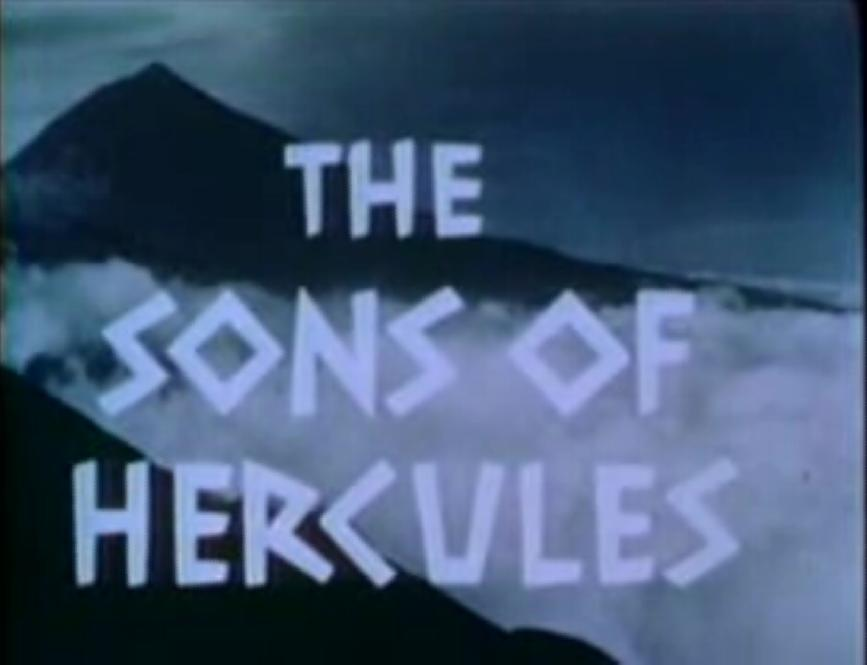
Intertitlul seriei TV The Sons of Hercules

The Sons of Hercules (Fiii lui Hercule) a fost o emisiune TV  Embassy Pictures  care a fost distribuită la televiziunea americană în anii 1960.  Seria conține 14 filme italiene peplum cărora li s-a adăugat o temă comună la început și sfârșit (narațiune și coloană sonoră). 

## Lista filmelor
- Ursus, Son of Hercules (Ursus) 1961, cu Ed Fury (a.k.a. Mighty Ursus)
- Mole Men vs the Son of Hercules (Maciste, the Strongest Man in the World) 1961, cu Mark Forest
- Triumph of the Son of Hercules (The Triumph of Maciste) 1961, cu Kirk Morris
- Fire Monsters Against the Son of Hercules (Maciste vs the Monsters) 1962, cu Reg Lewis
- Venus Against the Son of Hercules (Mars, God Of War) 1962, cu Roger Browne
- Ulysses Against the Son of Hercules (Ulysses against Hercules) 1962, cu Mike Lane
- Medusa Against the Son of Hercules(Perseus The Invincible) 1962, cu Richard Harrison
- Son of Hercules in the Land of Fire (Ursus In The Land Of Fire) 1963, cu Ed Fury
- Tyrant of Lydia Against The Son of Hercules (Goliath and the Rebel Slave) 1963, cu Gordon Scott
- Messalina Against the Son of Hercules (The Last Gladiator) 1963, cu Richard Harrison
- The Beast of Babylon Against the Son of Hercules (Hero Of Babylon) 1963, a.k.a. Goliath, King of the Slaves, cu Gordon Scott
- Terror of Rome Against the Son of Hercules (Maciste, Gladiator of Sparta) 1964, cu Mark Forest
- Son of Hercules in the Land of Darkness (Hercules the Invincible) 1964, cu Dan Vadis
- Devil of the Desert Against the Son of Hercules (Anthar the Invincible) 1964, (a.k.a. The Slave Merchants, a.k.a. Soraya, Queen of the Desert) cu Kirk Morris, regia Antonio Margheriti

## Legături externe
- The Many Faces of Hercules
- Theme Song

## Vezi și
- Steve Reeves
- Samson